# Juan de Dios Ramírez-Heredia
Juan de Dios Ramírez-Heredia, né le 29 juin 1942 à Puerto Real (Cadix), est homme politique, avocat et journaliste gitan espagnol ; il est licencié en sciences de l’Information de l’université autonome de Barcelone où il suivit également les cours de doctorat.
Directeur de l'École de réadaptation professionnelle « San Juan Bosco » pour les handicapés de Barcelone, entre 1970 et 1990, il est élu député en 1987 et en 1989 au Parlement européen et participe à la rédaction de la Constitution espagnole.
En 2008, il devient le premier Gitan au monde nommé Docteur honoris causa. Il est président de l’Institut Romanò O Tchatchipen qui publie une revue trimestrielle d’investigation gitane.

## Parcours
En tant qu'homme politique, il milite au Parti socialiste ouvrier espagnol (PSOE) et au Parti socialiste européen (PSE). En 1977, à 35 ans, il est élu député et devient le premier de l'histoire de l'Espagne appartenant à la communauté gitane.
Il est fondateur, vice-président et membre du présidium de l'Union romani internationale (1971) et président de l'Union romani espagnole depuis sa fondation en 1986. Il est aussi président de l'Institut Romanò des services sociaux et culturels depuis sa fondation en 1988, et le promoteur du Centre Romanò européen de la recherche et la documentation antiraciste et membre fondateur à Londres (1971) de l'Union romani internationale. 

## Œuvre
- Mariage et noce des gitans et des « payos », CPEDA, Barcelone, 2005
- Lettres du peuple gitan, Institut Romanò des Services Sociaux et Culturels, Barcelone,  (ISBN 84-934453-1-2), 1994
- L’Europe contre le racisme, Répertoire des initiatives communautaires. Groupe Parlementaire Socialiste. Parlement Européen, Barcelone, 1993
- Le transport des handicapés en Europe, Centre de Publications du Ministère des Transports, Tourisme et Communications, Madrid, 1989
- Krisipen Serseni, Édition et traduction au romanò-kalò de la Constitution Espagnole. Éditions 29, Barcelone, 1988
- En défense des miens, Éditions 29, Barcelone, 1985
- Handicapés et formation professionnelle, ERPSJB, Barcelone, 1983
- Nous les gitans, Éditions 29, Barcelone, 1983
- 25 années d’aide au handicapé, ERPSJB, Barcelone, 1973